# Локтєв Костянтин Борисович
Костянти́н Бори́сович Ло́ктєв (рос. Константин Борисович Локтев; нар. 16 червня 1933, Москва, СРСР — пом. 4 листопада 1996, Москва, Росія) — радянський хокеїст, нападник. Олімпійський чемпіон (1964). По завершенні ігрової кар'єри — тренер.

## Клубна кар'єра
Один з найкращих радянських хокеїстів кінця 50-х і першої половини 60-х років. Народився 16 червня 1933 року в Москві. У дитинстві мешкав у Сокольниках. Вихованець хокейної школи «Спартака». За головну команду виступав у чемпіонаті 1952/53, забив 11 голів. В 1953 році клуб розформували, а Локтєв наступний сезон провів у складі ленінградського ОБО (шість матчів, чотири закинуті шайби).
З 1954 року — гравець московського ЦДРА. На початку кар'єри, молоді Александров та Локтєв, грали з досвідченим Олександром Черепановим. Згодом до них приєднався Олександр Альметов. Ця ланка існувала сім років і вважається найсильнішою у радянському хокеї 60-х років. Сучасники називали їх «тріо академіків».
|                    | На льоду Локтєв, Альметов і Александров виглядали як єдине ціле — висока техніка, чудово розвинена інтуїція гарантували найвищу синхронність дій. Ця ланка було першою в нашому хокеї, що почали вести гру на інтуїтивній основі... |
| — Анатолій Тарасов | |

У складі столичного армійського клуба десять разів здобував золоті нагороди чемпіонатів країни. По одному разу був срібним і бронзовим призером національної ліги. За п'ятнадцять сезонів у чемпіонаті СРСР провів 340 матчів та забив 213 голів. Чотири рази перемагав у кубку СРСР. За результатами сезону обирався до символічної збірної. Шість разів входив до списку 34-х найкращих радянських хокеїстів сезону (1959, 1960, 1963—1966).

## Виступи у збірній
За збірну Радянського Союзу дебютував 10 січня 1956 року. У Лозанні радянські хокеїсти перемогли команду Швейцарії (6:4). У четвертому поєдинку відзначився закинутою шайбою у ворота команди НДР.
У складі національної збірної був учасником двох Олімпіад (1960, 1964). У Скво-Веллі здобув бронзову нагороду, а в Інсбруку збірна СРСР була найсильнішою.
Брав участь у восьми чемпіонатах світу. Спочатку були три срібні медалі, потім дві бронзові. На турнірі 1963 року участі не брав, а в трьох наступних здобував золоті нагороди.  На чемпіонатах Європи — шість золотих та дві срібні нагороди. У 1966 був названий найкращим нападником турніру. Двічі був обраний до символічної збірної (1965, 1966).
У головній команді країни виступав протягом тринадцяти років. На Олімпійських іграх та чемпіонатах світу провів 57 матчів (50 закинутих шайб), а всього у складі збірної СРСР — 113 матчів (83 голи).

## Досягнення
- Олімпійський чемпіон (1): 1964
- Бронзовий призер (1): 1960
- Чемпіон світу (3): 1964, 1965, 1966
- Срібний призер (3): 1957, 1958, 1959
- Бронзовий призер (2): 1960, 1961
- Чемпіон Європи (6): 1958, 1959, 1960, 1964, 1965, 1966
- Срібний призер (2): 1957, 1961
- Чемпіон СРСР (10): 1955, 1956, 1958, 1959, 1960, 1961, 1963, 1964, 1965, 1966
- Срібний призер (1): 1957
- Бронзовий призер (1): 1962
- Володар кубка СРСР (4): 1955, 1956, 1961, 1966

## Статистика
| Сезон   | Чемпіонат СРСР | Чемпіонат СРСР | Чемпіонат СРСР | Збірна СРСР | Збірна СРСР | Всього | Всього |
| Сезон   | Команда        | Ігри           | Голи           | Ігри        | Голи        | Ігри   | Голи   |
| ------- | -------------- | -------------- | -------------- | ----------- | ----------- | ------ | ------ |
| 1952/53 | «Спартак» М    |                | 11             |             |             |        | 11     |
| 1953/54 | ОБО Лд         | 6              | 4              |             |             | 6      | 4      |
| 1954/55 | ЦСКА           |                | 5              |             |             |        | 5      |
| 1955/56 | ЦСКА           |                | 17             | 3           | 0           |        | 17     |
| 1956/57 | ЦСКА           |                | 13             | 14          | 15          |        | 28     |
| 1957/58 | ЦСКА           |                | 28             | 16          | 14          |        | 42     |
| 1958/59 | ЦСКА           |                | 19             | 15          | 7           |        | 26     |
| 1959/60 | ЦСКА           |                | 14             | 10          | 8           |        | 22     |
| 1960/61 | ЦСКА           |                | 19             | 11          | 4           |        | 23     |
| 1961/62 | ЦСКА           | 11             | 10             |             |             | 11     | 10     |
| 1962/63 | ЦСКА           | 27             | 8              |             |             | 27     | 8      |
| 1963/64 | ЦСКА           |                | 24             | 12          | 8           |        | 32     |
| 1964/65 | ЦСКА           | 34             | 23             | 19          | 17          | 53     | 40     |
| 1965/66 | ЦСКА           | 30             | 16             | 13          | 10          | 43     | 26     |
| 1966/67 | ЦСКА           | 7              | 2              |             |             | 7      | 2      |
| Всього  | Всього         | 340            | 213            | 113         | 83          | 453    | 296    |